# Walston Caselton
Walston Caselton (1844 Little Molton, Norfolk – 1923 Mile End, Stepney) byl britský portrétní fotograf.

## Život a dílo
V osmdesátých letech vyráběl červené indigo z lišejníků. V devadesátých letech pracoval ve fotografickém ateliéru Blackthorn Street č.p. 57 v Devons Road. Na přelomu století se z něj stal podomní fotograf.